# 구의역
구의(광진구청)역(Guui(Gwangjin-gu Office)Station, 九宜(廣津區廳)驛)은 서울특별시 광진구 자양동에 있는 서울 지하철 2호선의 지하철역이다.
광진구청은 병기역명이다. 그리고 광진구청이 구의역 바로 앞에 있었던 옛 서울동부지방법원 자리에 신축됨에 따라, 구청과 역이 바로 연계되게 됐다.

## 역사
- 1980년 5월 28일 : 구의역으로 역명 결정[2]
- 1980년 10월 31일 : 서울 지하철 2호선 신설동 ~ 종합운동장 구간 개통과 함께 영업 개시

## 역 구조
2면 2선의 상대식 승강장이며 스크린도어가 설치되어 있다. 출구는 4개이다.
이 역은 반대편 승강장으로 횡단이 불가능한 역이다.
1번/2번 출구는 구의동에 있으며, 3번/4번 출구는 자양2동에 있다.

### 승강장
| 건대입구 ↑ |
| \| 외      |
| ↓ 강변     |

| 외선 순환 | ● 서울 지하철 2호선 | 건대입구 · 성수 · 왕십리 · 시청 방면 |
| 내선 순환 | ● 서울 지하철 2호선 | 강변 · 잠실 · 삼성 · 강남 방면       |

## 역 주변
- 광진구청
- 광진우체국
- 동서울우편집중국
- 동국대학교 사범대학 부속여자고등학교
- 건대부속중·고등학교
- 국민건강보험공단 광진지사
- 자양1동행정복지센터

## 사건 사고
- 2016년 5월 28일 이 역에서 스크린도어를 홀로 수리하고 있던 수리공 김 모군(19세)이 열차와 스크린도어 사이에 끼어 사망하는 사고가 발생했다.[3]이 사고로 성수에서 잠실방향 열차 운행이 약 30분간 지연되었다.

## 이용객 변동
| 노선  | 노선   | 일평균 인원수 (명/일) | 일평균 인원수 (명/일) | 일평균 인원수 (명/일) | 일평균 인원수 (명/일) | 일평균 인원수 (명/일) | 일평균 인원수 (명/일) | 일평균 인원수 (명/일) | 일평균 인원수 (명/일) | 일평균 인원수 (명/일) | 일평균 인원수 (명/일) | 각주  |
| 노선  | 노선   | 2000년                | 2001년                | 2002년                | 2003년                | 2004년                | 2005년                | 2006년                | 2007년                | 2008년                | 2009년                | 각주  |
| ----- | ------ | --------------------- | --------------------- | --------------------- | --------------------- | --------------------- | --------------------- | --------------------- | --------------------- | --------------------- | --------------------- | ----- |
| 2호선 | 승차   | 27,118                | 27,624                | 27,472                | 27,060                | 26,685                | 25,394                | 25,340                | 24,941                | 24,847                | 25,007                | [ 4 ] |
| 2호선 | 하차   | 26,589                | 26,908                | 26,830                | 26,547                | 25,859                | 24,592                | 24,662                | 24,227                | 24,814                | 24,631                | [ 4 ] |
| 2호선 | 승하차 | 53,707                | 54,532                | 54,303                | 53,608                | 52,544                | 49,986                | 50,002                | 49,169                | 49,661                | 49,639                | [ 4 ] |
| 노선  | 노선   | 2010년                | 2011년                | 2012년                | 2013년                | 2014년                | 2015년                | 2016년                | 2017년                | 2018년                |                       | [ 4 ] |
| 2호선 | 승차   | 24,649                | 24,773                | 24,428                | 24,290                | 24,275                | 24,344                | 24,387                | 23,547                | 23,849                |                       | [ 4 ] |
| 2호선 | 하차   | 24,403                | 24,446                | 24,056                | 23,825                | 23,792                | 23,828                | 23,785                | 22,852                | 23,150                |                       | [ 4 ] |
| 2호선 | 승하차 | 49,052                | 49,219                | 48,484                | 48,115                | 48,067                | 48,172                | 48,172                | 46,399                | 46,999                |                       | [ 4 ] |

## 인접한 역
| 서울 지하철 2호선 을지로순환선 | 서울 지하철 2호선 을지로순환선 | 서울 지하철 2호선 을지로순환선 |
| ------------------------------ | ------------------------------ | ------------------------------ |
| 212 건대입구 외선 순환         | ● 서울 지하철 2호선            | 214 강변 내선 순환             |

## 사진

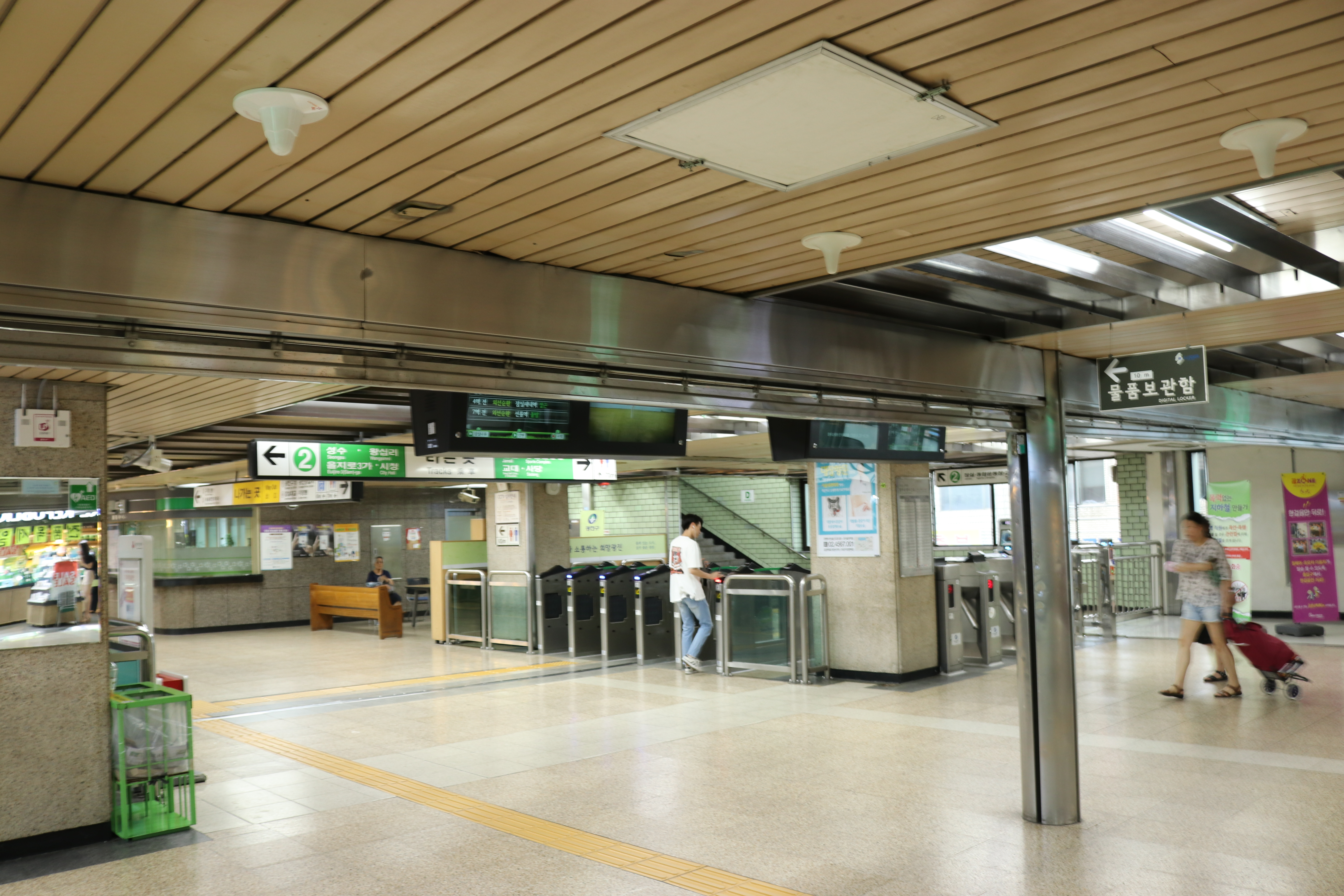
대합실
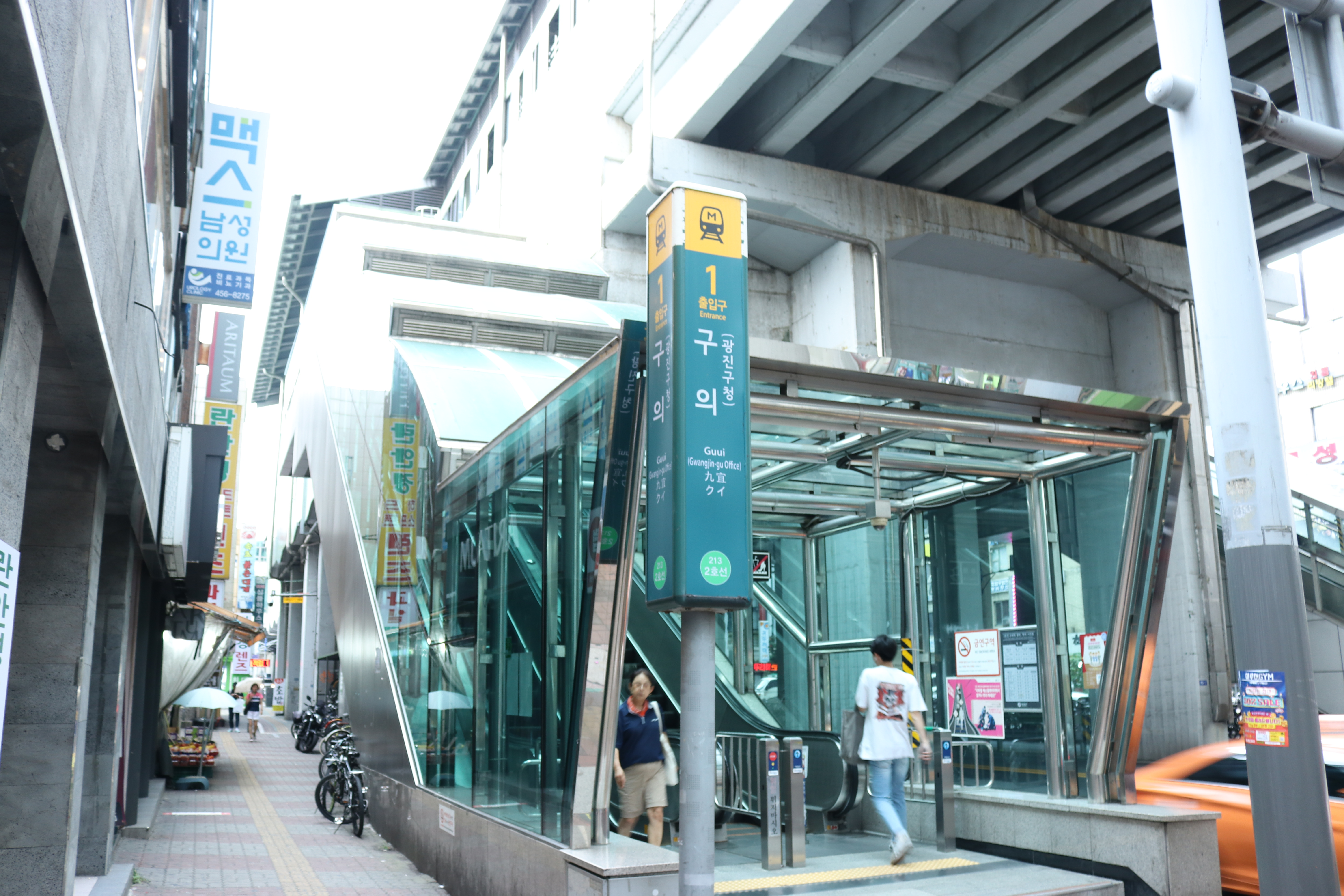
1번 출구
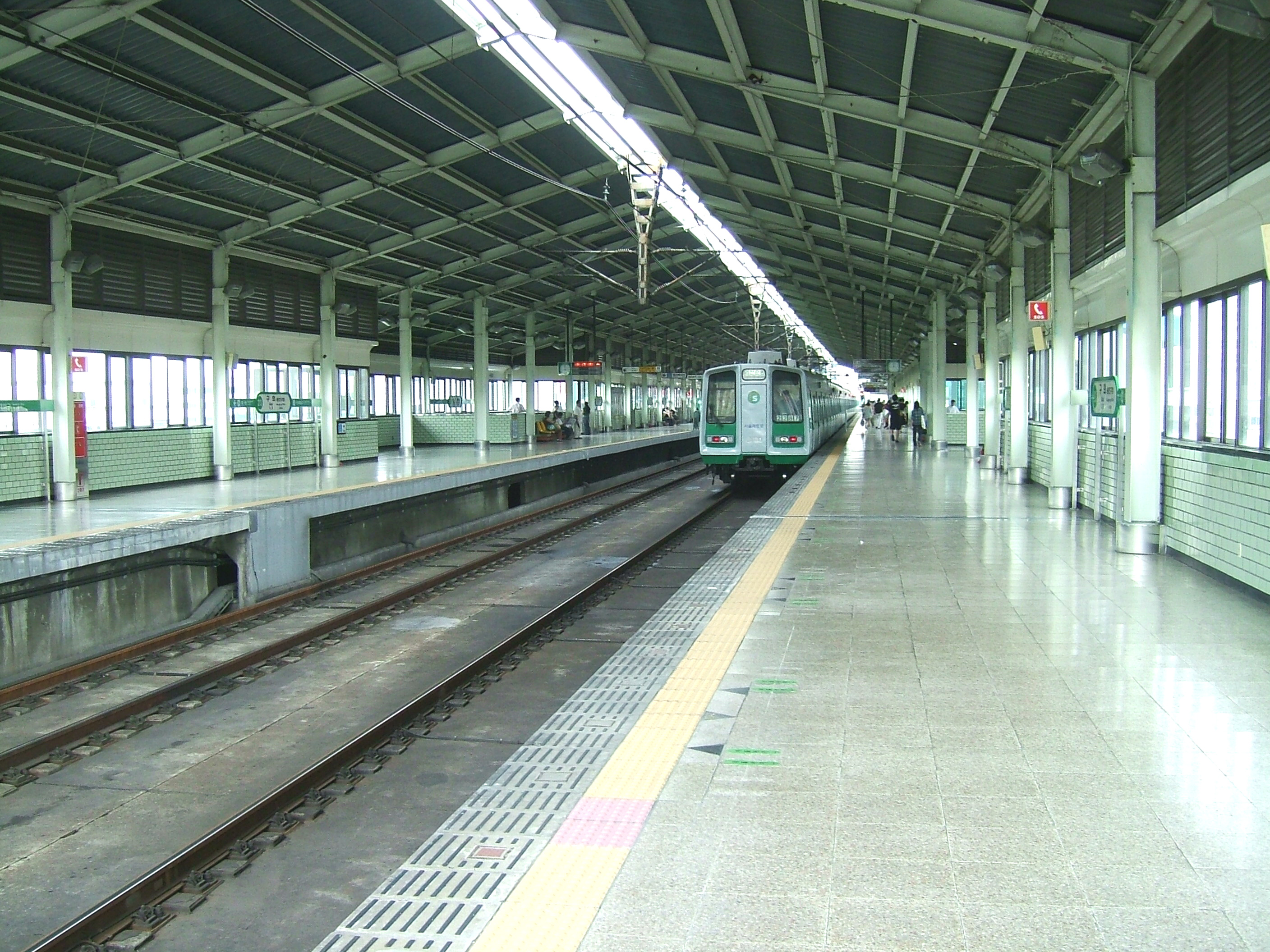
승강장 (스크린도어 설치 전)
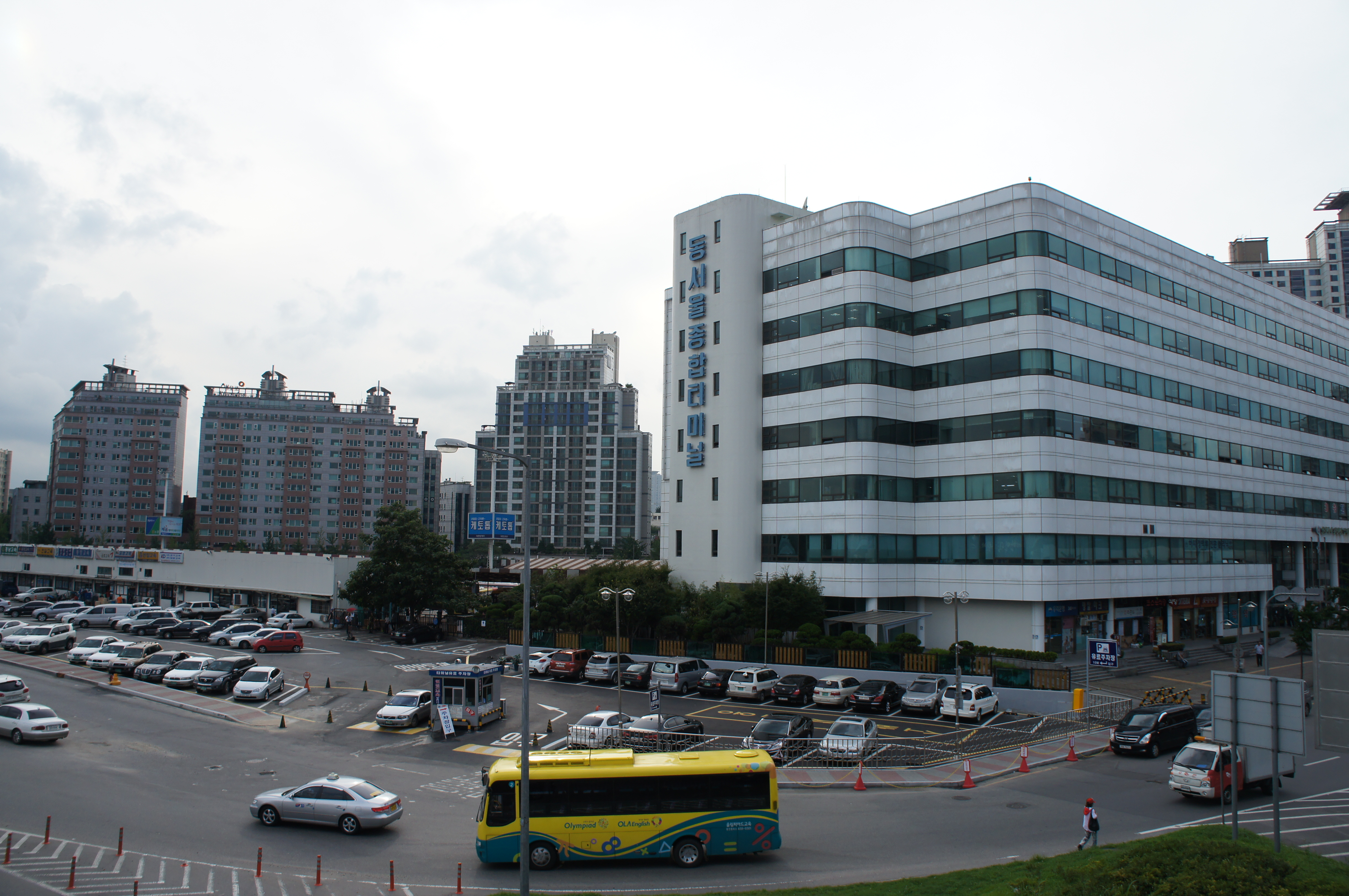
구의역과 인접한 동서울종합터미널
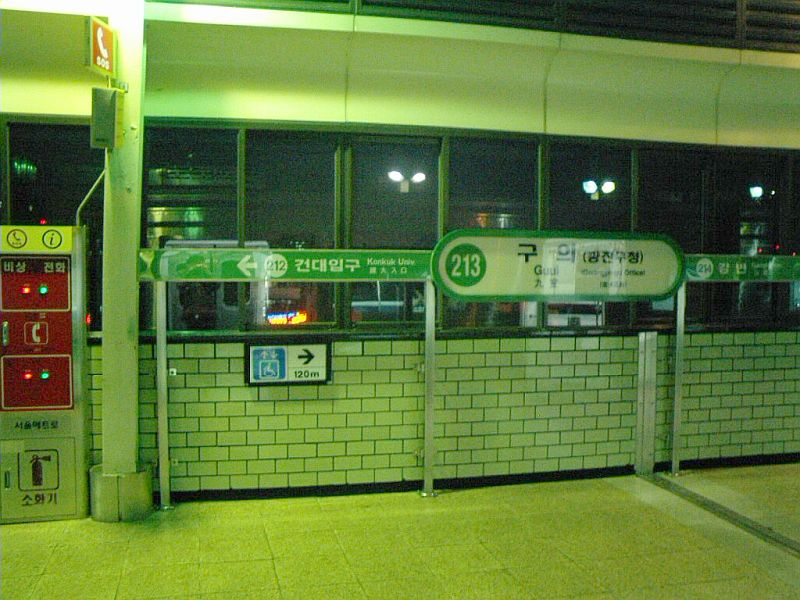
역명판

## 같이 보기
- 구의역 스크린도어 사망 사고